# اردوگاه باغرود
اردوگاه باغرود (با نام رسمی: مجتمع فرهنگی اردویی کشوری شهید رجایی نیشابور؛ پیش از انقلاب ۱۳۵۷: اردوگاه بین‌المللی باغرودِ نیشابور) اردوگاهی طبیعی و دانش‌آموزی در ۱۲ ک.م شمال شرق شهر نیشابور در کوه‌پایه‌های بینالود است که در ۱۹۶۳ برای سازمان پیشاهنگی ایران ساخته شد.
این بنا از قطب‌های گردشگری در نیشابور نوین شمرده می‌شود و سدّی در نزدیکی آن، محل نگهداری ماهی و قایقرانی است. این اردوگاه همچنین، مرکز برگزاری مراسم‌های رسمی در نیشابور است.

اردوگاه باغرود محل برگزاری پانزدهمین گردهمایی جهانی پیش آهنگان برگزیده شده بود؛ برنامه‌ریزی این گردهمایی قرار بود در ژوئیه ۱۹۷۹ در نیشابور، برگزار شود، اما به دلیل بی‌ثباتی سیاسی-اداری ناشی از انقلاب ۵۷  لغو شد. پس از انقلاب ۱۳۵۷ ایران، ساختار بین‌المللی از آن حذف و وابستهٔ وزارت آموزش و پرورش شد. در ۴ تیر ۱۳۹۵ بیان شد که بخشی از اردوگاه باغرود نیشابور پس از سی سال تحویل آموزش و پرورش خراسان رضوی شد. مساحت کلِّ این اردوگاه ۱۱۵۰ هکتار و زیرساخت‌هایش ۶۶۰ هکتار می‌باشد که حدود ۳۵۰ هکتار از آن که در اختیار پادگان آموزشی سپاه پاسداران انقلاب اسلامی بود که با فرمان سید علی خامنه‌ای به اردوگاه واگذار شده است.

طبیعت این اردوگاه، تپه ماهور، دشت، کوه و رودخانه دارد و بزرگ‌ترین اردوگاه دانش آموزی کشور لقب گرفته است. امکانات فرهنگی، ورزشی و میزبانی ممتاز دارد.

این اردوگاه از ۴ تیر تا ۱۵ تیر ۱۳۵۴ در ذیل گردهمایی پیش آهنگان میزبان رضا پهلوی دوم، فرحناز پهلوی و علیرضا پهلوی بود. 

## نگارخانه

پانزدهمین گردهمایی جهانی پیش‌آهنگان برنامه‌ریزی شده بود که در ماه ژوئیه ۱۹۷۹ در ایران، و در اردوگاه باغرود نیشابور، برگزار شود. اما به دلیل بی ثباتی سیاسی و اداری ناشی از انقلاب ۱۳۵۷ لغو شد.
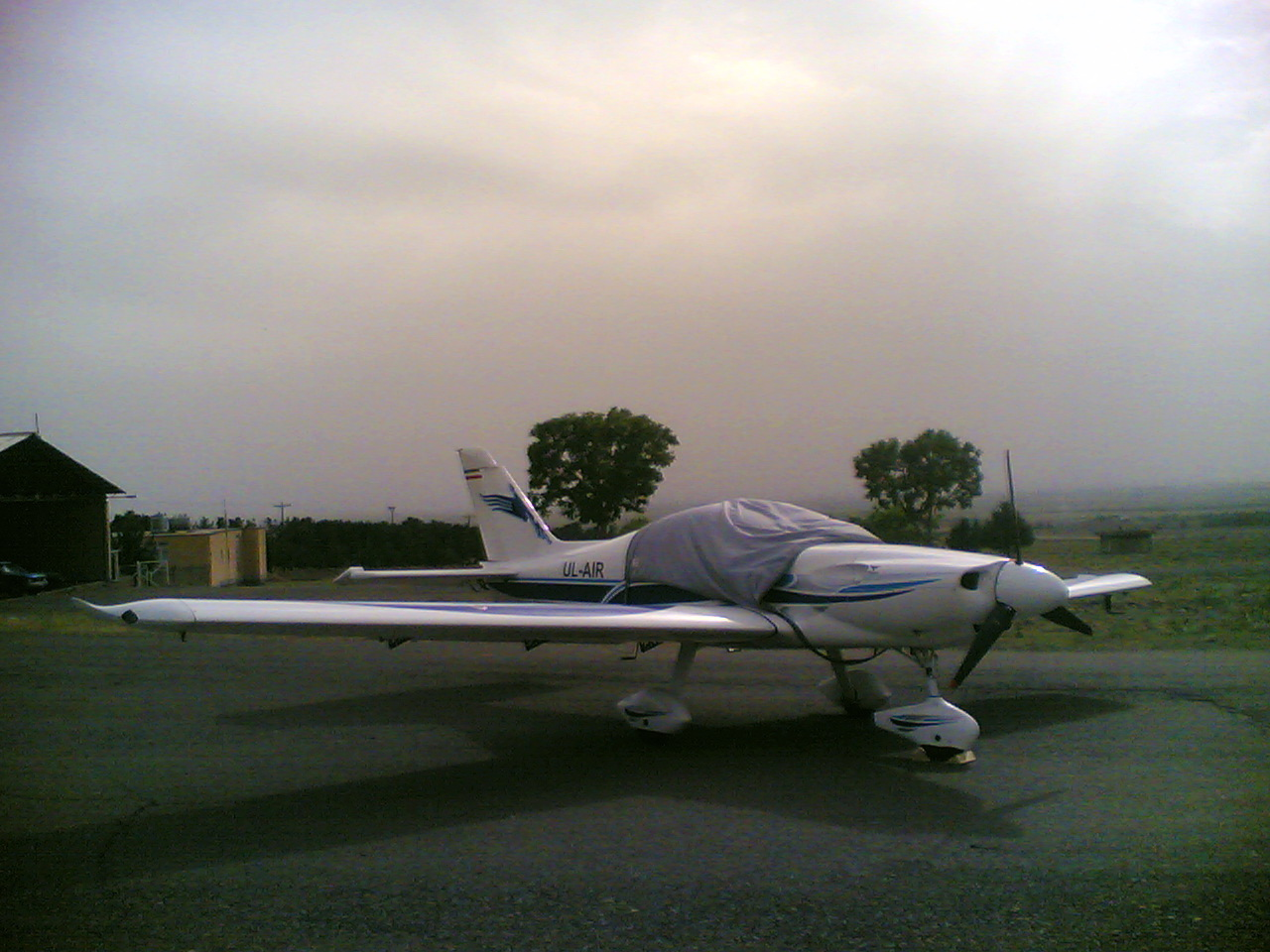
هواپیمایی فوق سبک در فرودگاه اردوگاه شهید رجایی